# Lilia Michel
Lilia Larios Fernández (Teapa, Tabasco, 30 de julio de 1926-Ciudad de México, 10 de agosto de 2011), conocida como Lilia Michel, fue una actriz mexicana.

## Biografía y carrera
Estudió en la escuela dramática de México, fundada por Seki Sano, en la que surgieron muchos actores como Ricardo Montalbán, Víctor Junco, Miroslava Stern y María Douglas. 
Su debut fue en la última película de la diva Lupe Vélez,  Naná (1944), donde interpretó un rol secundario. Durante la filmación de su siguiente trabajo, Así son ellas (1944) conoce al actor Rafael Baledón, con quien contrae matrimonio el mismo año y con su tercera película, Un beso en la noche (1945), consigue su primer Ariel. 
En 1945, el director Julio Bracho la elige para sustituir a Carmen Montejo, en la filmación de la película Crepúsculo, que había dejado a los tres días de iniciado el rodaje por una enfermedad, es gracias a este papel que las críticas la elogian, borrando a la protagonista principal: Gloria Marin, al año siguiente consigue ser coestelar de María Félix en la película Vértigo (1946), con la que tiene nuevamente críticas favorables y gana su segundo Ariel. Ese mismo año filma al lado de Jorge Negrete la película No basta ser charro. 
A pesar de haber conseguido estos triunfos Lilia decide retirarse paulatinamente de la actuación y dedicarse a su familia, ella y Rafael Baledón fueron pareja modelo para los sectores de clase media, e incluso tenían su propio programa de radio, en el que se contaban anécdotas de su matrimonio. Permanecieron casados hasta la muerte de Rafael en 1994. Tuvieron cinco hijos, Rafael (también actor y director), Leonor, Ana Laura, Lourdes y Lilia.
Regresó a la actuación a finales de los años sesenta, realizando pequeñas participaciones en teatro, cine y televisión, hasta su retiro definitivo en 1998. Contrajo matrimonio por segunda vez con el actor Wolf Ruvinskis, meses antes de que éste falleciera en 1999.

### Muerte
El 10 de agosto de 2011, cuando Lilia Regresaba de un compromiso, se desvaneció en los brazos de su sobrino en la entrada de su casa, había sufrido un infarto fulminante que acabó con su vida a los 85 años. Según sus deseos en vida sus restos fueron cremados.

## Filmografía

### Cine
- Fuera de la ley (1998)
- Una sota y un caballo: Rancho Avándaro (1982)
- Los amantes fríos (1978)
- Fantoche (1977)
- Yo amo, tu amas, nosotros... (1975)
- La lucha con la pantera (1974) — Mamá de Patricia
- El amor tiene cara de mujer (1973)
- Eva y Darío (1973)
- La inocente (1972) - Alicia, Mamá de Constancia
- La pequeña señora de Pérez (1972)
- La muñeca perversa (1969)
- Sí, mi vida (1953)
- Había una vez un marido (1953)
- Sígueme corazón (1952)
- La gota de sangre (1950)
- El pasajero diez mil (1946)
- No basta ser charro (1946)
- Una virgen moderna (1946)
- Vértigo (1946)
- La hora de la verdad (1945)
- Corazones de México (1945)
- El jagüey de las ruinas (1945)
- Crepúsculo (1945)
- Un beso en la noche (1945)
- Así son ellas (1944)
- Naná (1944)

### Televisión
- 1995  María la del barrio (telenovela) ... Sor Matilde
- 1988  Dos vidas (telenovela) ... Doña Rosa (1988)
- 1987  Chespirito 3 episodios
- 1986  Ave fénix ... Deborah
- 1986  Lista negra ... Leonora - Episode #1.1
- 1984  Cosas de casados (TV Series)
- 1978  Rosalía (TV Series) ... Leticia (1978)
- 1967  Gente sin historia (TV Series) ... Amalia (1967)

## Reconocimientos

### Premios Ariel
| Año  | Categoría            | Película            | Resultado |
| ---- | -------------------- | ------------------- | --------- |
| 1946 | Coactuación femenina | Un beso en la noche | Ganadora  |
| 1947 | Coactuación femenina | Vértigo             | Ganadora  |